# Семеновичский сельсовет
Семеновичский сельсовет — упразднённая 1 июля 2013 года административная единица на территории Узденского района Минской области Белоруссии.

## Географическое положение
Расположен в западной части Узденского района. Административный центр — агрогородок Семеновичи, расположен в 6 км от районного центра города Узда.

## Производственная сфера
- СПК «Новое житьё»
- ЧУП АСБ «Первая весна»
- Узденский ГСХПЛ

## Социально-культурная сфера
Медицинское обслуживание: 2 фельдшерско-акушерских пункта (аг. Семеновичи, д. Кухтичи) и 1 здравпункт (в Узденском ГСПХЛ).
Образование: Узденский государственный сельскохозяйственный профессиональный лицей (УО "Узденский ГСХЛ), «Семеновичская средняя школа», два дошкольных учреждения.
Культурное обслуживание: Семеновичский и Кухтичский сельские Дома культуры, Кухтичская, Семеновичская и Ракошичская сельские библиотеки.

## Туризм и отдых
На территории сельского Совета располагается ЧУП «Санаторий „Подъельники“» ОО «БелТИЗ».

## Состав
Семеновичский сельсовет включает 15 населённых пунктов:
- Броды 1 — деревня.
- Броды 2 — деревня.
- Буковичи — деревня.
- Буковичи — посёлок.
- Здоровец — посёлок.
- Куль — деревня.
- Кухтичи — деревня.
- Ластовщина — деревня.
- Островок — деревня.
- Островок — посёлок.
- Первомайск — посёлок.
- Подсадские — деревня.
- Подъельники — деревня.
- Ракошичи — деревня.
- Семеновичи — агрогородок.